# Kerzenständer

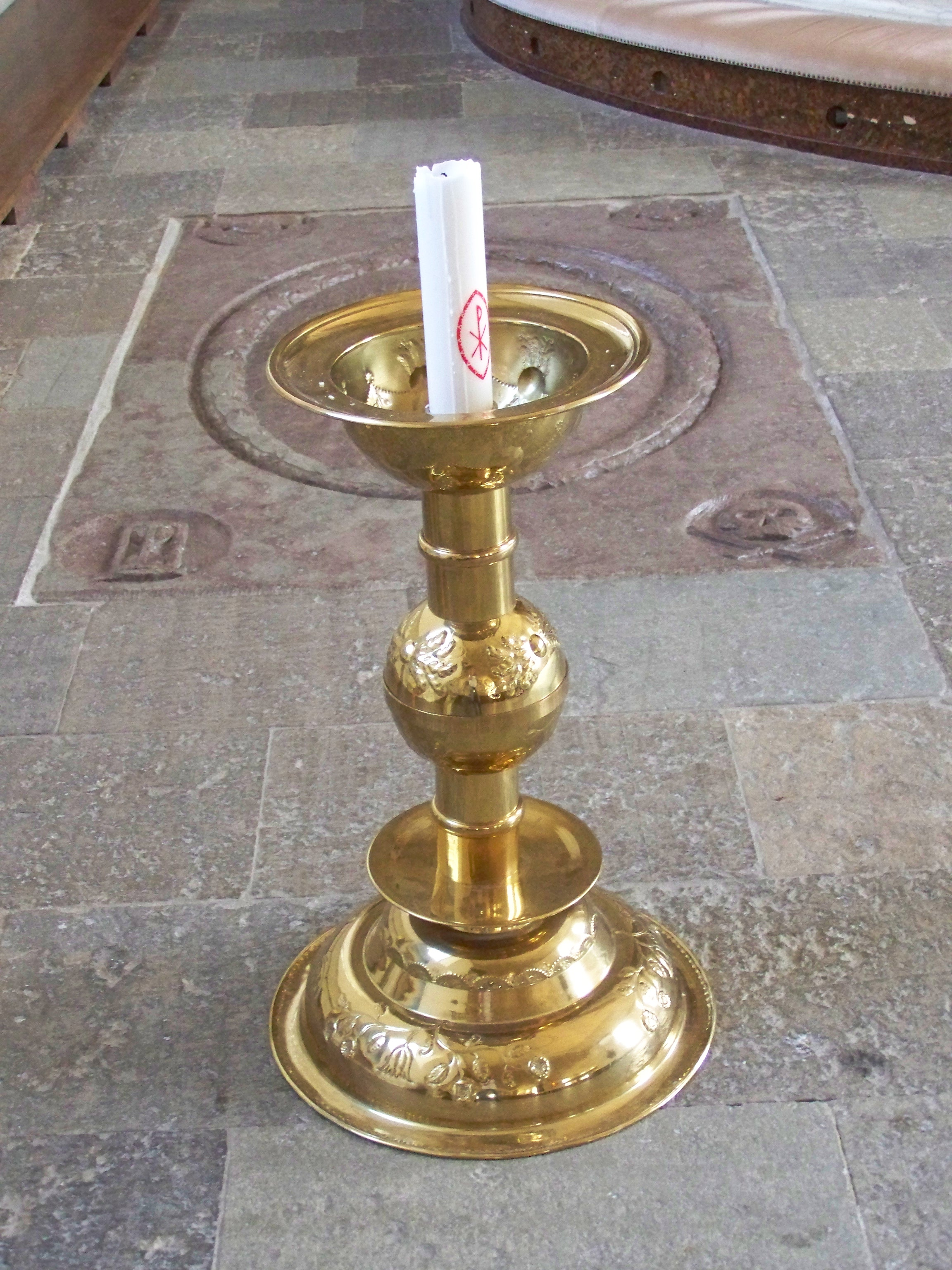
Kerzenständer in der Carl-Gustafs-Kirche (Karlshamn), Schweden

Kerzenständer oder Kerzenhalter sind Aufstellmöglichkeiten für Kerzen. In der Vergangenheit dienten sie zur Beleuchtung von Räumen und bis in die Gegenwart als religiöse Symbole (zum Beispiel die Menora, oder Dikirion und Trikirion in den orthodoxen Kirchen).

## Aufbau
Kerzenständer bestehen meist aus einem schwereren Fuß, der oft in einen schlankeren Schaft übergeht. An diesem Schaft ist manchmal ein Griff befestigt oder der Schaft hat nahe der Mitte eine knaufartige Verdickung, Nodus genannt, die auch mit Edelsteinen besetzt sein kann. Die Aufnahme der Kerze kann entweder durch eine runde Form erfolgen, in welche die Kerze hinein eingesteckt wird, oder durch eine Spitze, auf welche die Kerze aufgespießt wird. Möglich ist auch eine Aufnahme aus spiralförmig gedrehtem Metall, die auch auf nicht waagerechten Stellflächen eine senkrechte Position der Kerze ermöglicht. Meist ist kurz unter der Kerzenaufnahme ein tellerförmiger oder kelchartiger Tropfschutz angebracht. In der modernen Kunst werden auch kompakte Kerzenständer ohne Schaft angeboten, bei denen der Fuß des Kerzenständers auch die Funktion des Tropfschutzes hat.
Kerzenständer werden aus vielfältigen Materialien hergestellt, die überwiegend selbst nicht brennbar sind. Es können gießfähige (Aluminium, Zinn und Zinnlegierungen, zum Beispiel Messing oder Bronze) oder schmiedefähige Metalle wie Eisen, Kupfer, Silber, manchmal auch Gold besetzt mit Edelsteinen verwendet werden. Weiterhin können keramische (Steingut, Porzellan) oder mineralische Werkstoffe (Glas, Kristall, Achat, Onyx) verwendet werden, manchmal einfach nur Stein, zum Beispiel Marmor.

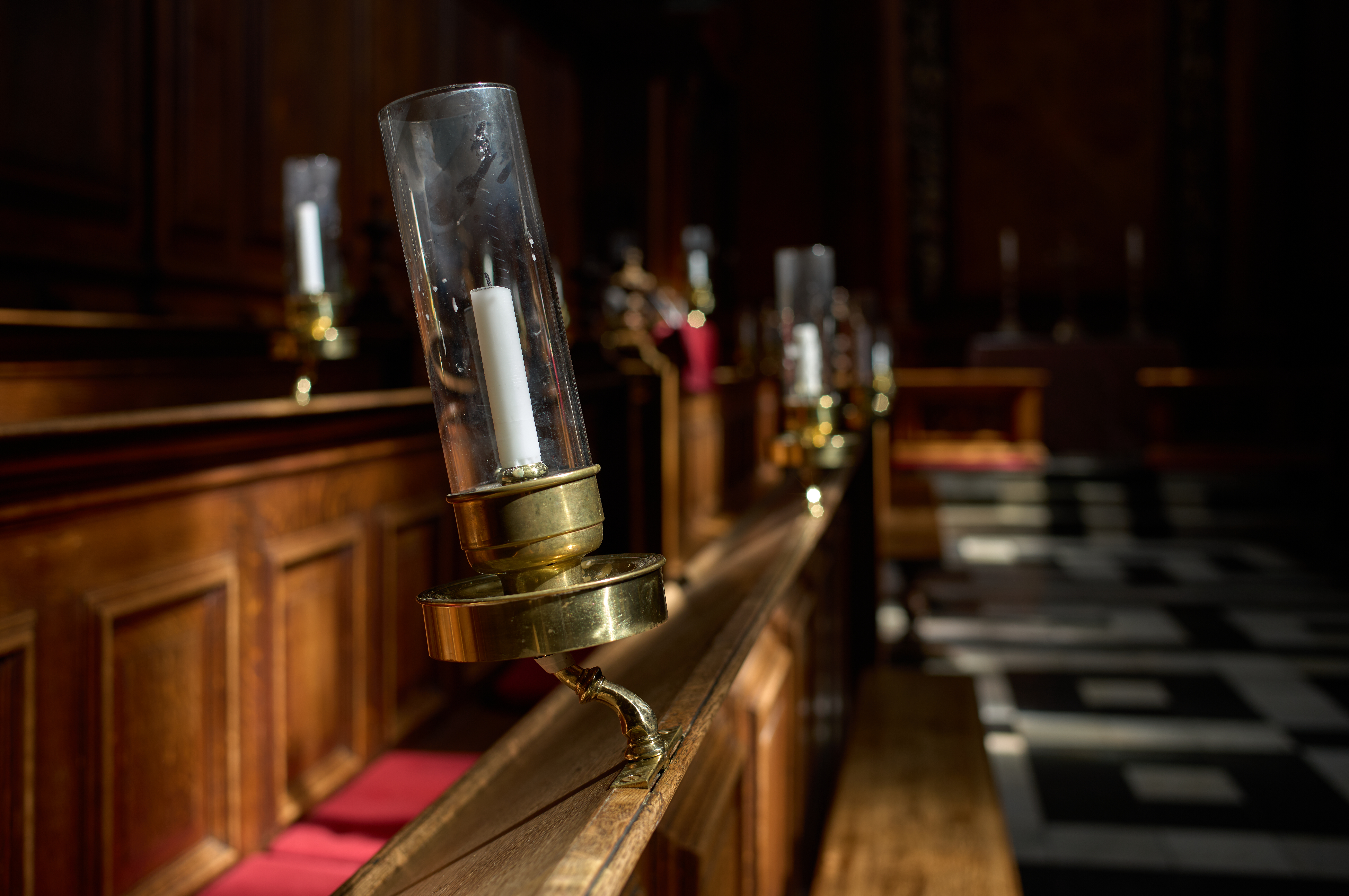
Kerzenhalter in der Kapelle des Trinity College in Oxford: die Kerze ist in einen metallenen Halter mitsamt gläsernem Windschutz an der Kirchenbank befestigt

Ein Kerzenständer wird im Sprachgebrauch manchmal fälschlicherweise einem Kerzenhalter gleichgesetzt. Ein Kerzenständer ist ein auf eine ebene Fläche zu stellendes, also ein freistehendes Objekt. Ein Kerzenhalter ist dagegen vorwiegend zur Anbringung einer Kerze an anderen Gegenständen vorgesehen (zum Beispiel dem Adventskranz). Er kann an unebenen Gegenständen oder senkrechten Wänden zum Beispiel durch Klammern oder Spieße befestigt, manchmal aber auch durch einfache Metallblättchen oder Drähte festgerödelt werden. Wenn Holz als Schnitzerei oder Drechselarbeit verwendet wird, dann erhält die Aufnahme der Kerze eine nicht brennbare Applikation. Das ist meist ein kleiner Becher aus Metall, der sich nach unten leicht konisch verjüngt bis zu einem etwas kleineren Durchmesser als die aufzunehmende Kerze. Dieser Becher wird ebenfalls Kerzenhalter genannt und wird am Kerzenständer angeschraubt oder angeklebt.

## Verwendung

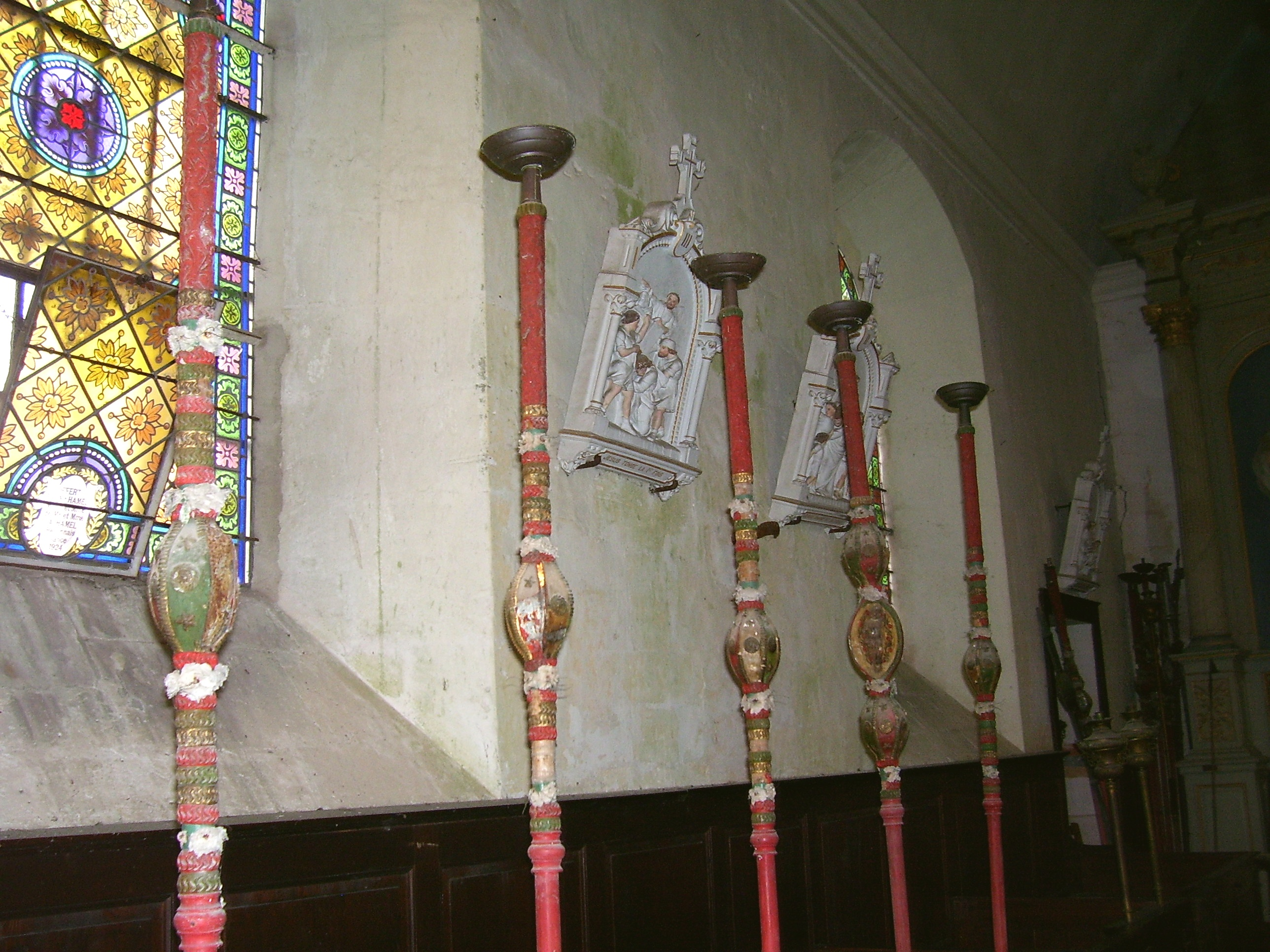
Prozessionskerzenständer der Confrérie de charité (‚Bruderschaft der Barmherzigkeit‘) in der Kirche Notre-Dame von Neuville-sur-Authou (Eure, Frankreich).

Kerzenständer halten die Kerze in einer senkrechten Position und verhindern ihr Umkippen. Sie ermöglichen den Transport einer auch schon weit heruntergebrannten brennenden Kerze und dienen als Tropfschutz. Bei Verwendung eines Glaszylinders, der das Kerzenlicht vor dem ungewollten Ausblasen durch Wind schützt, wird der Kerzenständer dann Windlicht genannt. Seit der Einführung von Gaslampen und elektrischer Beleuchtung werden Kerzenständer samt der darauf stehenden Kerze noch als dekorative Elemente verwendet, wobei auch die Kerze oft nur dekorativ genutzt wird.

## Kulturelle Rezeption
Kerzenständer werden auf Gemälden (vorwiegend auf Stillleben) als zentrales Element dargestellt, zum Beispiel in Vanitas-Stillleben als Sinnbild der Vergänglichkeit oder als Beiwerk zu anderen Motiven. Auch in Bildergeschichten kann der Kerzenständer eine zentrale Bedeutung erhalten. In Kriminal- und Horrorfilmen wird ein schwerer Kerzenständer manchmal als Schlagwaffe eingesetzt.

## Geschichte
Der früheste schriftliche Beleg für einen Kerzenständer befindet sich auf zwei griechischen Briefen  auf Papyrus aus vermutlich dem 2. bis 3. Jahrhundert nach Christi, der 1899 bei Grabungen in Tebtynis geborgen wurde. Im alten Rom wurden in der Spätantike Kerzenständer aus Bronze gegossen. Weil Bronze damals ein teures Material war (das für diese Legierung benötigte Zinn kam auf der Apenninnenhalbinsel nicht vor), waren diese Kerzenständer ein Statussymbol für den Besitzer. Im Mittelalter wurden hingegen aus Eisen geschmiedete Kerzenständer verwendet. Im Erzgebirge konnten aufgrund der reichen Zinnvorkommen auch Kerzenständer aus Zinn gegossen werden.